# كلاسيكو النادي الإفريقي والنجم الرياضي الساحلي
يعرض هذا المقال تاريخ الكلاسيكو بين النادي الإفريقي والنجم الرياضي الساحلي.
- مقابلات : 128
- فوز النادي الإفريقي : 43
- فوز النجم الساحلي : 43
- تعادلات : 40
- سجل النادي الإفريقي : 128
- سجل النجم الساحلي : 124

كأس تونس
- مقابلات : 21
- فوز النادي الإفريقي : 8
- فوز النجم الساحلي : 11
- تعادلات : 2
- سجل النادي الإفريقي : 16
- سجل النجم الساحلي : 18

كأس السوبر التونسي
- مقابلات : 1
- فوز النادي الإفريقي : 0
- فوز النجم الساحلي : 1
- تعادلات : 0
- سجل النادي الإفريقي : 0
- سجل النجم الساحلي : 1

البطولة العربية للأندية الفائزة بالكؤوس
- مقابلات : 1
- فوز النادي الإفريقي: 1
- فوز النجم الساحلي : 0
- تعادلات : 0
- سجل النادي الإفريقي : 2
- سجل النجم الساحلي : 5

## الرابطة التونسية المحترفة الأولى لكرة القدم
1956 : النادي الإفريقي - النجم الرياضي الساحلي 0-1
1957 : النجم الرياضي الساحلي - النادي الإفريقي 2-1
1957 : النادي الإفريقي - النجم الرياضي الساحلي 1-0
1958 : النجم الرياضي الساحلي - النادي الإفريقي 2-1
1958 : النادي الإفريقي - النجم الرياضي الساحلي 1-2
1959 : النجم الرياضي الساحلي - النادي الإفريقي 2-2
1959 : النادي الإفريقي - النجم الرياضي الساحلي 2-2
1960 : النادي الإفريقي - النجم الرياضي الساحلي 1-0
1960 : النجم الرياضي الساحلي - النادي الإفريقي 1-0
1963 : النجم الرياضي الساحلي - النادي الإفريقي 1-1
1963 : النادي الإفريقي - النجم الرياضي الساحلي 0-1
1964 : النادي الإفريقي - النجم الرياضي الساحلي 0-0
1964 : النجم الرياضي الساحلي - النادي الإفريقي 2-3
1965 : النادي الإفريقي - النجم الرياضي الساحلي 3-0
1965 : النجم الرياضي الساحلي - النادي الإفريقي 0-1
1966 : النجم الرياضي الساحلي - النادي الإفريقي 2-2
1966 : النادي الإفريقي - النجم الرياضي الساحلي 2-3
1967 : النادي الإفريقي - النجم الرياضي الساحلي 1-1
1967 : النجم الرياضي الساحلي - النادي الإفريقي 0-1
1968 : النادي الإفريقي - النجم الرياضي الساحلي 3-0
1968 : النجم الرياضي الساحلي - النادي الإفريقي 1-1
1969 : النادي الإفريقي - النجم الرياضي الساحلي 1-0
1969 : النجم الرياضي الساحلي - النادي الإفريقي 0-0
1970 : النادي الإفريقي - النجم الرياضي الساحلي 1-2
1970 : النجم الرياضي الساحلي - النادي الإفريقي 4-0
1971 : النادي الإفريقي - النجم الرياضي الساحلي 1-0
1971 : النجم الرياضي الساحلي -النادي الإفريقي 2-0
1972 : النجم الرياضي الساحلي - النادي الإفريقي 3-0
1972 : النادي الإفريقي - النجم الرياضي الساحلي 0-0
1973 : النادي الإفريقي - النجم الرياضي الساحلي 3-2
1973 : النجم الرياضي الساحلي - النادي الإفريقي 1-1
1974 : النادي الإفريقي - النجم الرياضي الساحلي 1-0
1974 : النجم الرياضي الساحلي - النادي الإفريقي 1-2
1975 : النجم الرياضي الساحلي - النادي الإفريقي 1-0
1975 : النادي الإفريقي - النجم الرياضي الساحلي 1-0
1976 : النادي الإفريقي - النجم الرياضي الساحلي 0-0
1976 : النجم الرياضي الساحلي - النادي الإفريقي 3-1
1977 : النجم الرياضي الساحلي - النادي الإفريقي 3-2
1977 : النادي الإفريقي - النجم الرياضي الساحلي 2-0
1978 : النجم الرياضي الساحلي - النادي الإفريقي 2-1
1978 : النادي الإفريقي - النجم الرياضي الساحلي 1-0
1979 : النجم الرياضي الساحلي - النادي الإفريقي 0-1
1979 : النادي الإفريقي - النجم الرياضي الساحلي 1-0
1980 : النجم الرياضي الساحلي - النادي الإفريقي 0-0
1980 : النادي الإفريقي - النجم الرياضي الساحلي 1-0
1981 :النجم الرياضي الساحلي  - النادي الإفريقي 0-2
1981 : النادي الإفريقي - النجم الرياضي الساحلي 1-2
1982 : النجم الرياضي الساحلي - النادي الإفريقي 0-0
1982 : النادي الإفريقي - النجم الرياضي الساحلي 3-1
1983 : النجم الرياضي الساحلي - النادي الإفريقي 0-0
1983 : النادي الإفريقي - النجم الرياضي الساحلي 4-0
1984 : النادي الإفريقي - النجم الرياضي الساحلي 2-1
1984 : النجم الرياضي الساحلي - النادي الإفريقي 0-0
1985 : النجم الرياضي الساحلي - النادي الإفريقي 0-0
1985 : النادي الإفريقي - النجم الرياضي الساحلي 3-2
1986 : النادي الإفريقي - النجم الرياضي الساحلي 3-2
1986 : النجم الرياضي الساحلي - النادي الإفريقي 2-2
1987 : النادي الإفريقي - النجم الرياضي الساحلي 2-0
1987 : النجم الرياضي الساحلي - النادي الإفريقي 1-2
1988 : النجم الرياضي الساحلي - النادي الإفريقي 1-1
1988 : النادي الإفريقي - النجم الرياضي الساحلي 1-0
1989 : النجم الرياضي الساحلي - النادي الإفريقي 3-0
1989 : النادي الإفريقي - النجم الرياضي الساحلي 0-2
1990 : النجم الرياضي الساحلي - النادي الإفريقي 0-0
1990 : النادي الإفريقي - النجم الرياضي الساحلي 0-0
1991 : النجم الرياضي الساحلي - النادي الإفريقي 2-2
1991 : النادي الإفريقي - النجم الرياضي الساحلي 3-1
1992 : النجم الرياضي الساحلي - النادي الإفريقي 0-1
1992 : النادي الإفريقي - النجم الرياضي الساحلي 1-0
1993 : النجم الرياضي الساحلي - النادي الإفريقي 3-1
1993 : النادي الإفريقي - النجم الرياضي الساحلي 1-0
1994 : النادي الإفريقي - النجم الرياضي الساحلي 1-1
1994 : النجم الرياضي الساحلي - النادي الإفريقي 1-0
1995 : النادي الإفريقي - النجم الرياضي الساحلي 1-3
1995 : النجم الرياضي الساحلي - النادي الإفريقي 1-0
1996 : النجم الرياضي الساحلي - النادي الإفريقي 2-1
1996 : النادي الإفريقي - النجم الرياضي الساحلي 0-0
1997 : النادي الإفريقي - النجم الرياضي الساحلي 2-1
1997 :النجم الرياضي الساحلي  - النادي الإفريقي 2-1
1998 : النجم الرياضي الساحلي  - النادي الإفريقي 0-1
1998 : النادي الإفريقي - النجم الرياضي الساحلي 1-0
1999 : النادي الإفريقي - النجم الرياضي الساحلي 2-2
1999 : النجم الرياضي الساحلي - النادي الإفريقي 1-1
2000 : النجم الرياضي الساحلي - النادي الإفريقي 1-0
2000 : النادي الإفريقي - النجم الرياضي الساحلي 0-1
2001 : النادي الإفريقي - النجم الرياضي الساحلي 0-0
2001 : النجم الرياضي الساحلي - النادي الإفريقي 0-0
2002 : النادي الإفريقي - النجم الرياضي الساحلي 2-0
2002 : النجم الرياضي الساحلي - النادي الإفريقي 0-0
2003 : النادي الإفريقي النجم الرياضي الساحلي 1-4
2003 : النجم الرياضي الساحلي - النادي الإفريقي 1-2
2004 : النادي الإفريقي - النجم الرياضي الساحلي 1-0
2004 :النجم الرياضي الساحلي  - النادي الإفريقي 0-0
2005 : النجم الرياضي الساحلي - النادي الإفريقي 3-1
2005 : النادي الإفريقي - النجم الرياضي الساحلي 1-0
2006 : النادي الإفريقي - النجم الرياضي الساحلي 1-0
2006 : النجم الرياضي الساحلي - النادي الإفريقي 1-0
2007 : النادي الإفريقي - النجم الرياضي الساحلي 1-0
2007 : النجم الرياضي الساحلي - النادي الإفريقي 1-0
2008 : النادي الإفريقي - النجم الرياضي الساحلي 0-0
2008 : النجم الرياضي الساحلي - النادي الإفريقي 2-2
2009 : النجم الرياضي الساحلي - النادي الإفريقي 1-1
2009 : النادي الإفريقي - النجم الرياضي الساحلي 1-1
2010 : النجم الرياضي الساحلي - النادي الإفريقي 2-2
2010 : النادي الإفريقي - النجم الرياضي الساحلي 3-0
2011 : النادي الإفريقي - النجم الرياضي الساحلي 2-0
2011 : النجم الرياضي الساحلي - النادي الإفريقي 2-1
2012 : النادي الإفريقي - النجم الرياضي الساحلي 0-0
2012 : النجم الرياضي الساحلي - النادي الإفريقي 0-1
2013 : النادي الإفريقي - النجم الرياضي الساحلي 0-2
2013 : النجم الرياضي الساحلي - النادي الإفريقي 1-0
2014 : النجم الرياضي الساحلي - النادي الإفريقي 1-0
2014 : النادي الإفريقي - النجم الرياضي الساحلي 1-1
2014 : النجم الرياضي الساحلي -النادي الإفريقي 2-0
2015 : النادي الإفريقي - النجم الرياضي الساحلي 1-2
2015 : النجم الرياضي الساحلي - النادي الإفريقي 1-0
2016 : النجم الرياضي الساحلي - النادي الإفريقي 1-0
2016 : النادي الإفريقي - النجم الرياضي الساحلي 1-2
2017 : النجم الرياضي الساحلي - النادي الإفريقي 2-0
2017 : النادي الإفريقي - النجم الرياضي الساحلي 1-2
2018 : النادي الإفريقي - النجم الرياضي الساحلي1-0
2019 : النجم الرياضي الساحلي - النادي الإفريقي 1-0
}}
2019 : النادي الإفريقي - النجم الرياضي الساحلي0-2
```
2020 : 
النجم الرياضي الساحلي
 - 
النادي الإفريقي
 
1-1
```

}}
2020 : النادي الإفريقي - النجم الرياضي الساحلي2-3
2020 : النادي الإفريقي - النجم الرياضي الساحلي1-1

## كأس تونس
| جزء من مقالات |
| كلاسيكو تونس |
| --- |
| - النادي الإفريقي ضد النجم الساحلي - النادي الإفريقي ضد النادي الصفاقسي - الترجي الرياضي ضد النجم الساحلي - الترجي الرياضي ضد النادي الصفاقسي - النجم الساحلي ضد النادي الصفاقسي |

- 1956 (الربع نهائي) : النجم الرياضي الساحلي - النادي الإفريقي 0-1
- 1960 (الثمن نهائي) : النجم الرياضي الساحلي - النادي الإفريقي 1-0
- 1963 (النهائي) : النادي الإفريقي - النجم الرياضي الساحلي 0-0
- 1963 (تم إعادة لعب المباراة النهائية) : النجم الرياضي الساحلي - النادي الإفريقي 2-1
- 1967 (النهائي) : النادي الإفريقي - النجم الرياضي الساحلي 2-0
- 1968 (دور الـ16) : النجم الرياضي الساحلي - النادي الإفريقي 0-1
- 1974 (النهائي) : النجم الرياضي الساحلي -النادي الإفريقي 1-0
- 1975 (النصف نهائي) : النادي الإفريقي - النجم الرياضي الساحلي 0-0
- 1975 (تم إعادة مباراة النصف نهائي) : النجم الرياضي الساحلي - النادي الإفريقي 1-0
- 1976 (النصف نهائي) : النادي الإفريقي - النجم الرياضي الساحلي 1-0
- 1977 (الثمن نهائي) : النادي الإفريقي - النجم الرياضي الساحلي 3-1
- 1981 (دور الـ16) : النجم الرياضي الساحلي - النادي الإفريقي 3-2
- 1988 (النصف نهائي "ذهاب") : النادي الإفريقي - النجم الرياضي الساحلي 2-1
- 1988 (النصف نهائي "إياب") : النجم الرياضي الساحلي - النادي الإفريقي 2-1 (تأهل النادي الإفريقي بركلات الترجيح بعد التعادل 3-3 ذهابا و إيابا)
- 1991 (النصف نهائي) : النجم الرياضي الساحلي - النادي الإفريقي 0-0 ; (تأهل النادي الإفريقي بركلات الترجيح)
- 1993 (الربع نهائي) : النجم الرياضي الساحلي - النادي الإفريقي 2-2 ; (تأهل النجم الرياضي الساحلي بركلات الترجيح)
- 2000 (النصف نهائي) : النجم الرياضي الساحلي - النادي الإفريقي 0-0 ; (تأهل النادي الإفريقي بركلات الترجيح)
- 2001 (الربع نهائي) : النجم الرياضي الساحلي - النادي الإفريقي 1-0
- 2010 (الثمن نهائي) : النادي الإفريقي - النجم الرياضي الساحلي 1-2
- 2015 (الثمن نهائي) : النجم الرياضي الساحلي - النادي الإفريقي 1-0
- 2019 (الربع نهائي) : النجم الرياضي الساحلي - النادي الإفريقي 1-0

## كأس السوبر التونسي
- 1973 : النجم الرياضي الساحلي - النادي الإفريقي 5-2

## البطولة العربية للأندية الفائزة بالكؤوس
- 1995 (النهائي) : النجم الرياضي الساحلي - النادي الإفريقي 0-0 (0-1, هدف ذهبي)

## إحصائيات
| سجل مواجهات النادي الإفريقي والنجم الرياضي الساحلي | سجل مواجهات النادي الإفريقي والنجم الرياضي الساحلي | سجل مواجهات النادي الإفريقي والنجم الرياضي الساحلي | سجل مواجهات النادي الإفريقي والنجم الرياضي الساحلي | سجل مواجهات النادي الإفريقي والنجم الرياضي الساحلي | سجل مواجهات النادي الإفريقي والنجم الرياضي الساحلي | سجل مواجهات النادي الإفريقي والنجم الرياضي الساحلي |
| المسابقة                                           | مقابلات                                            | الفوز                                              | الفوز                                              | التعادل                                            | الأهداف                                            | الأهداف                                            |
| المسابقة                                           | مقابلات                                            | النجم الساحلي                                      | النادي الإفريقي                                    | التعادل                                            | النجم الساحلي                                      | النادي الافريقي                                    |
| -------------------------------------------------- | -------------------------------------------------- | -------------------------------------------------- | -------------------------------------------------- | -------------------------------------------------- | -------------------------------------------------- | -------------------------------------------------- |
| الرابطة التونسية المحترفة الأولى لكرة القدم        | 128                                                | 39                                                 | 43                                                 | 38                                                 | 115                                                | 124                                                |
| كأس تونس                                           | 20                                                 | 10                                                 | 8                                                  | 2                                                  | 17                                                 | 16                                                 |
| كأس السوبر التونسي                                 | 1                                                  | 1                                                  | 0                                                  | 0                                                  | 5                                                  | 2                                                  |
| البطولة العربية للأندية الودية الفائزة بالكؤوس     | 1                                                  | 0                                                  | 1                                                  | 0                                                  | 0                                                  | 1                                                  |
| مجموع المباريات                                    | 152                                                | 62                                                 | 41                                                 | 50                                                 | 180                                                | 142                                                |